# Plastobelyta gallicola
Plastobelyta gallicola är en stekelart som beskrevs av Jean-Jacques Kieffer 1906. Plastobelyta gallicola ingår i släktet Plastobelyta och familjen puppglanssteklar. Inga underarter finns listade i Catalogue of Life.